# Vanik Zakaryan
Vanik Surenovich Zakaryan (en idioma armenio Վանիկ Սուրենի Զաքարյան; Meghri, 21 de marzo de 1936-14 de abril de 2023) fue un matemático, ajedrecista y académico armenio, especialista en análisis complejo. 

## Biografía
Fue miembro del presídium de la Academia Nacional de Ciencias de la República de Armenia (2000), vicepresidente (1996) y vicepresidente emérito (2000) de la Federación Internacional de Ajedrez. Fue galardonado con la medalla Movses Khorenatsi por un decreto de Robert Kocharián en los primeros años del tercer milenio, y con la medalla Anania Shirakatsi en 2003.
Zakaryan se graduó de la Universidad Estatal de Ereván en 1959, luego trabajó como vicerrector de asuntos educativos de la Universidad Pedagógica Estatal de Ereván. Doctor en ciencias físico-matemáticas (1992), profesor, Zakaryan fue el jefe del Departamento de Matemáticas del Instituto Politécnico "Karl Marx" de Ereván desde 1975.
Zakaryan fue dos veces campeón de ajedrez de Armenia (1961 y 1976).
Zakaryan falleció el 14 de abril de 2023, a los de 87 años.